# Ramón Serrano Vicéns
Ramón Serrano Vicéns (Zaragoza, 16 de agosto de 1908 - Valencia, 15 de mayo de 1978) fue un médico español conocido por el estudio La sexualidad femenina. Una investigación estadística (1971), uno de los estudios sobre la sexualidad femenina más completos que se habían realizado en España hasta el momento.
Nació en el seno de una familia acomodada y liberal, estrechamente relacionada con Manuel Serrano Sanz, Francisco Layna Serrano y Juan Vicens de la Llave. Era hermano de José María Serrano Vicens, fundador de Montañeros de Aragón. Estudió en el Instituto Cardenal Cisneros de Madrid entre 1920 y 1924. En este centro recibió el título de Bachiller. A continuación, estudió en la Facultad de Medicina de la Universidad Central entre 1924 y 1926. Desde 1933 ejerció como médico, civil y militar, llegando al rango de teniente, en Sestrica (Zaragoza), Alcaine y Josa (Teruel), Horche (Guadalajara), entre otros.
Ese mismo año inició una completa investigación acerca de la sexualidad femenina, a través de entrevistas directas con sus pacientes. En 1953 envió una copia de su trabajo a Alfred Kinsey, importante sexólogo estadounidense que estaba a punto de publicar una investigación de características similares a la suya. Dos años después pudo conocerle personalmente gracias a un viaje que el americano hizo por España. Kinsey reconoció que su trabajo era el más avanzado en Europa sobre la materia. Aunque le propuso publicar su obra en Estados Unidos, esto no fue posible debido al fallecimiento del doctor estadounidense.En 1958 se estableció en Catadau (València). En 1961 dio por terminado su estudio, pero tuvo muchas dificultades para publicarlo debido a la represión y censura franquistas. El primer intento, dentro de la colección "Dr." de Pulso Editorial, de hecho, vio la luz solo en círculos médicos, sin tener una divulgación entre el público general. A través de unos estudiantes, el texto empezó a difundirse de forma clandestina en la Universidad Complutense de Madrid. Algunos de estos ejemplares llegaron a manos de la editorial Ruedo Ibérico, de París, que lanzó una primera edición de La sexualidad femenina en 1972. Tres años después se publicó en España, reeditándose en 1978 bajo el título Informe sexual de la mujer española.A raíz de sus aportaciones se convirtió en colaborador asiduo de la revista Convivencia.Además de sus libros sobre medicina fue autor también de otros volúmenes acerca de la obra de Cervantes o el paisaje rural español. Colaboró también con la revista Montes. Revista de Ámbito Forestal. Tras su jubilación por cuestiones de salud, se estableció en la localidad de Mislata. Durante este tiempo difundió el resultado de su trabajo en diversos medios de comunicación.

## Su obra
Entre 1932 y 1961, Serrano Vicéns estudió de forma sistemática la sexualidad de 1417 mujeres que pasaron por su consulta. Con aquellos datos, escribió un libro titulado “La sexualidad femenina. Una investigación estadística” que permaneció inédito durante años debido a las dificultades para publicar un libro de esa naturaleza en la España que gobernaba el general Franco. Eso no impidió que, con la conformidad del autor, el libro circulase en ciclostil por diferentes universidades de dentro y fuera del país. Los datos de Serrano Vicéns fueron muy elogiados por otro investigador de la conducta sexual humana coetáneo más conocido que él: Alfred C. Kinsey.
Finalmente, el libro pudo publicarse en 1971 por Pulso Editorial de Barcelona; después lo reeditó la editorial Ruedo Ibérico de Paris en 1972, y, finalmente, tomó el relevo Ediciones Júcar, de Gijón, que, desde 1975, lo reimprimió en varias ocasiones hasta 1978.
Para aprovechar el tirón que supuso la apertura democrática española, y el conocimiento público de la existencia de ese trabajo, la Editorial Lyder, de Madrid, encargó a Serrano Vicéns, poco antes de su fallecimiento, otro libro que reuniera varias historias sexuales de las muchas que compusieron su casuística original.
Serrano Vicéns no tuvo la oportunidad de disfrutar mucho tiempo del reconocimiento público de su obra. Pero debe ser recordado por el extraordinario esfuerzo que realizó en una época donde estaban mal vistos los temas relacionados con la sexualidad.
Publicaciones: Encrucijadas. Revista Crítica de Ciencias Sociales. 2019. 17.Vicent Climent i Ferrando. Ramón Serrano Vicens (1908-1978), metge i investigador de la sexualitat femenina. 
Carmel Ferragud. Biografies mèdiques, sanitat municipal, educació sanitària i epidèmies en la Ribera del Xúquer durant el segle XX. València: Publicacions de la Universitat de València. 2017. 55-67.

## Resultados principales de su investigación
a.- Masturbación: La masturbación es una práctica sexual de la que la mujer prefiere no hablar. A una pregunta directa, sólo reconocen hacerlo, o haber oído hablar de ello, el 8% de las mujeres. Mientras que una entrevista de mayor profundidad arroja cifras de actividad autoerótica mucho más altas. El 84% de las mujeres se masturban. Y el 62% de ellas aprendieron a masturbarse espontáneamente y no tras ser acariciadas por hombres (1%) u otras mujeres (10%) como señalan los mitos. Hubo un 10% de ellas que aprendieron escuchando a otras personas hablar de ello. Una cuarta parte de las mujeres lo hacen a diario, algunas, con varios orgasmos cada vez.
b.- Caricias y coitos prematrimoniales: El 95% de las mujeres han recibido caricias sexuales antes de casarse y han acariciado del mismo modo a un hombre en el 60% de los casos. La mitad de ellas practicaron el coito tras esas caricias y la otra mitad no, quedando técnicamente vírgenes. En los coitos preconyugales eran orgásmicas el 80% de ellas aunque la frecuencia de esos orgasmos alcanzaba al 56% de las cópulas. La principal causa para no tener coitos preconyugales era el temor al embarazo (86%). Si este se producía (en el 7% de los casos), terminaban en aborto el 75% de ellos (antes de 1961 el aborto estaba prohibido en España). El 70% de las mujeres españolas que tenían experiencia de coito prematrimonial lo hacían con un solo hombre.
c.- Coito conyugal: Las mujeres eran orgásmicas en sus coitos conyugales en el 83% de los casos durante los diez primeros días de matrimonio. Tras quince años de vida conyugal, esa proporción subía hasta el 96% de los casos. El 24% de ellas tenían orgasmos múltiples en sus coitos. Si las mujeres se masturbaban con sentimientos de culpa, eran orgásmicas en sus coitos en el 83% de los casos, pero si se masturbaban sin culpa, lo eran en el 94%. Y  las que decían no masturbarse nunca, eran orgásmicas en sus cópulas en el 35% de los casos.
d.-Coitos extraconyugales: El 31% de las mujeres españolas (casi un tercio) eran infieles de hecho. Pero en pensamiento lo eran el 58% de ellas.
e.- Experiencia homosexual: El 36% de las mujeres españolas ha tenido alguna experiencia homosexual en su vida. Y el 21% de las mujeres casadas reconocían haber tenido deseos homosexuales que no llevaron a la práctica.
Otro hallazgo importante de Serrano Vicéns fue que el número de mujeres auténticamente anorgásmicas, es decir, aquellas que no llegan al orgasmo ni en el coito, ni por masturbación, ni por cualquier otro medio, es muy pequeño: 0,5%